# Група чорної скриньки
В обчислювальній теорії груп група чорної скриньки (група чорного ящика) — це група G, елементи якої закодовано бітовими рядками довжини N, а групові операції виконує оракул («чорна скринька»). Ці операції включають:
- обчислення добутку g·h елементів g і h,
- обчислення оберненого значення g−1 елемента g,
- з'ясування, чи g = 1.

Цей клас визначено так, що він включає як групи перестановок, так і групи матриць. Верхня межа порядку G задана, як |G| ≤ 2N показує, що G — скінченна.

## Застосування
Групи чорної скриньки представили 1984 року Бабай і Семереді. Їх використовували як формалізм для (конструктивного) розпізнавання груп і перевірки властивостей. Відомі алгоритми включають алгоритм Бабая для пошуку елементів випадкової групи, алгоритм заміни добутку та перевірку комутативності групи.
Багато ранніх алгоритмів у обчислювальній теорії груп, наприклад алгоритм Шраєра — Сімса, вимагають представлення групи перестановкою і, отже, не є чорною скринькою. Багато інших алгоритмів потребують пошуку порядків елементів. Оскільки існують ефективні способи знайти порядок елемента в групі перестановок або в матричній групі (метод для останньої описали 1997 року Селлер і Лідгем-Ґрін), загальним виходом є припущення, що група чорної скриньки оснащена додатковим оракулом для визначення порядку елементів.